# جلال‌آباد (سرباز، شمال)
جلال‌آباد یا پاکندر روستایی در دهستان سرباز بخش مرکزی شهرستان سرباز استان سیستان و بلوچستان ایران است.

## جمعیت
بر پایه سرشماری عمومی نفوس و مسکن در سال ۱۳۹۵ جمعیت این روستا ۸۲۰ نفر (۲۰۶خانوار) بوده‌است.